# Красный кардинал
Красный кардинал, или виргинский кардинал (лат. Cardinalis cardinalis), — вид птиц из семейства кардиналовых (Cardinalidae). В семи штатах США избран официальным символом (Виргиния, Западная Виргиния, Иллинойс, Индиана, Кентукки, Огайо и Северная Каролина). Красная птица с хохолком.

## Внешний вид

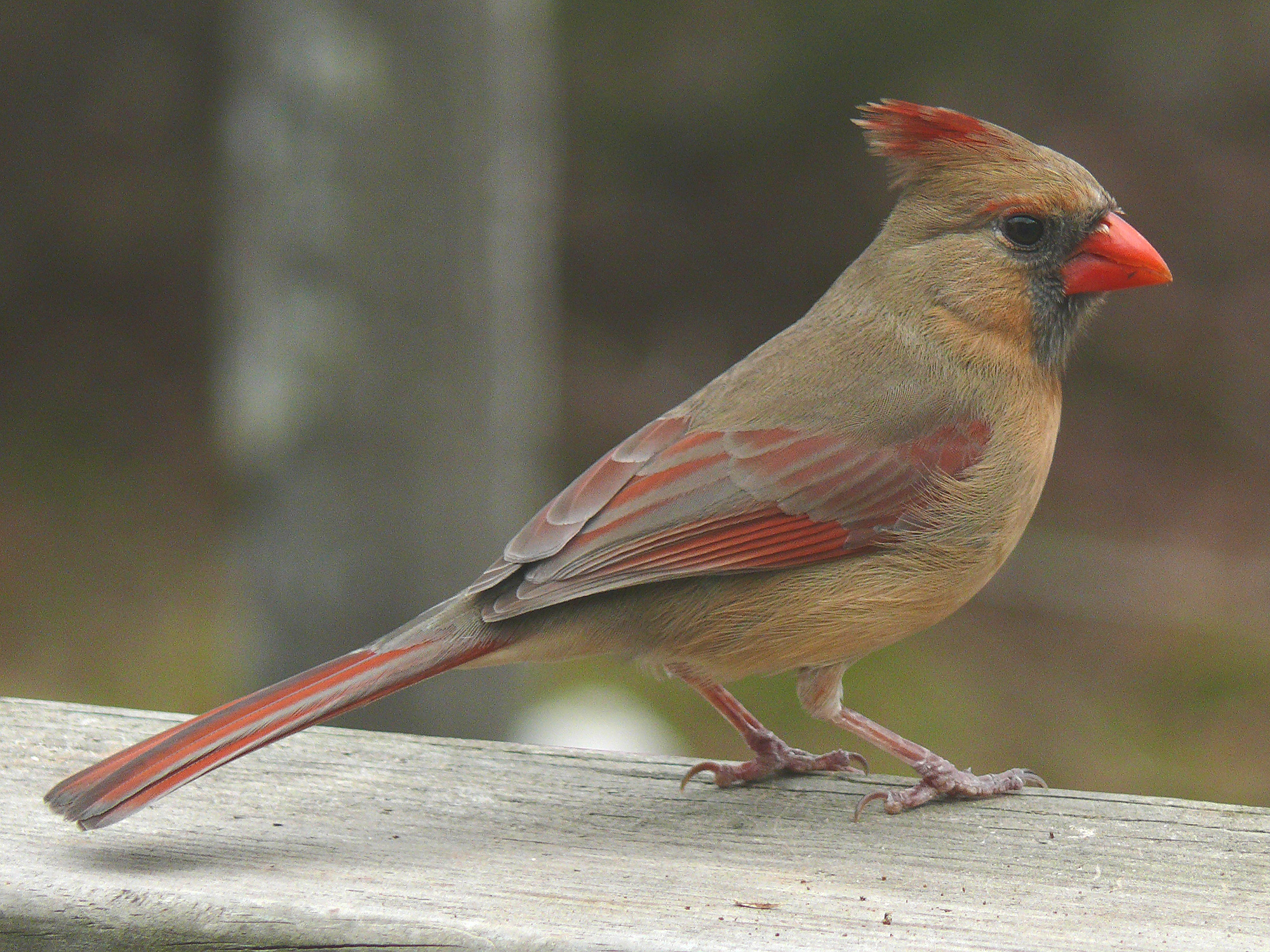
Самка красного кардинала

Красный кардинал — птица средних размеров. Длина 20—23 см. Размах крыльев достигает 25—31 см. Взрослый кардинал весит от  34 до 65 г. Самец немного крупнее самки. Окраска самца ярко-малиновая, с чёрной «маской» на лице. В окраске самки преобладают серовато-коричневые тона, с красноватыми перьями на крыльях, груди и хохолке, с менее выраженной «маской» чем у самца. Клюв крепкий, конусовидной формы. Молодые особи по окраске похожи на взрослую самку. Ноги тёмно-розового-коричневого цвета. Радужная оболочка коричневого цвета.

## Распространение
Красный кардинал обитает преимущественно в восточных штатах США, а также в юго-восточной Канаде и Мексике. На юг распространён до северной Гватемалы. В 1700 году был завезён на Бермудские острова, где успешно прижился, акклиматизирован также на Гавайских островах и в южной Калифорнии.

## Места обитания
Населяет леса различного типа, сады, парки, заросли кустарников. Тяготеет к антропогенным ландшафтам, встречается даже в парках крупных городов, например в Вашингтоне и Оттаве.

## Голос
Песня самца — набор очень красивых звонких трелей, отдалённо напоминающих песню соловья, за что его часто называют виргинским соловьём. Самки тоже поют, но их песня тише и не такая разнообразная. При испуге птицы издают резкий чирикающий крик, между собой переговариваются тихим чириканьем.

## Питание
Красные кардиналы питаются в основном семенами и плодами растений, а также жуками, цикадами, кузнечиками, улитками, корой и листьями вяза. Птенцов кормят почти исключительно насекомыми.

## Размножение

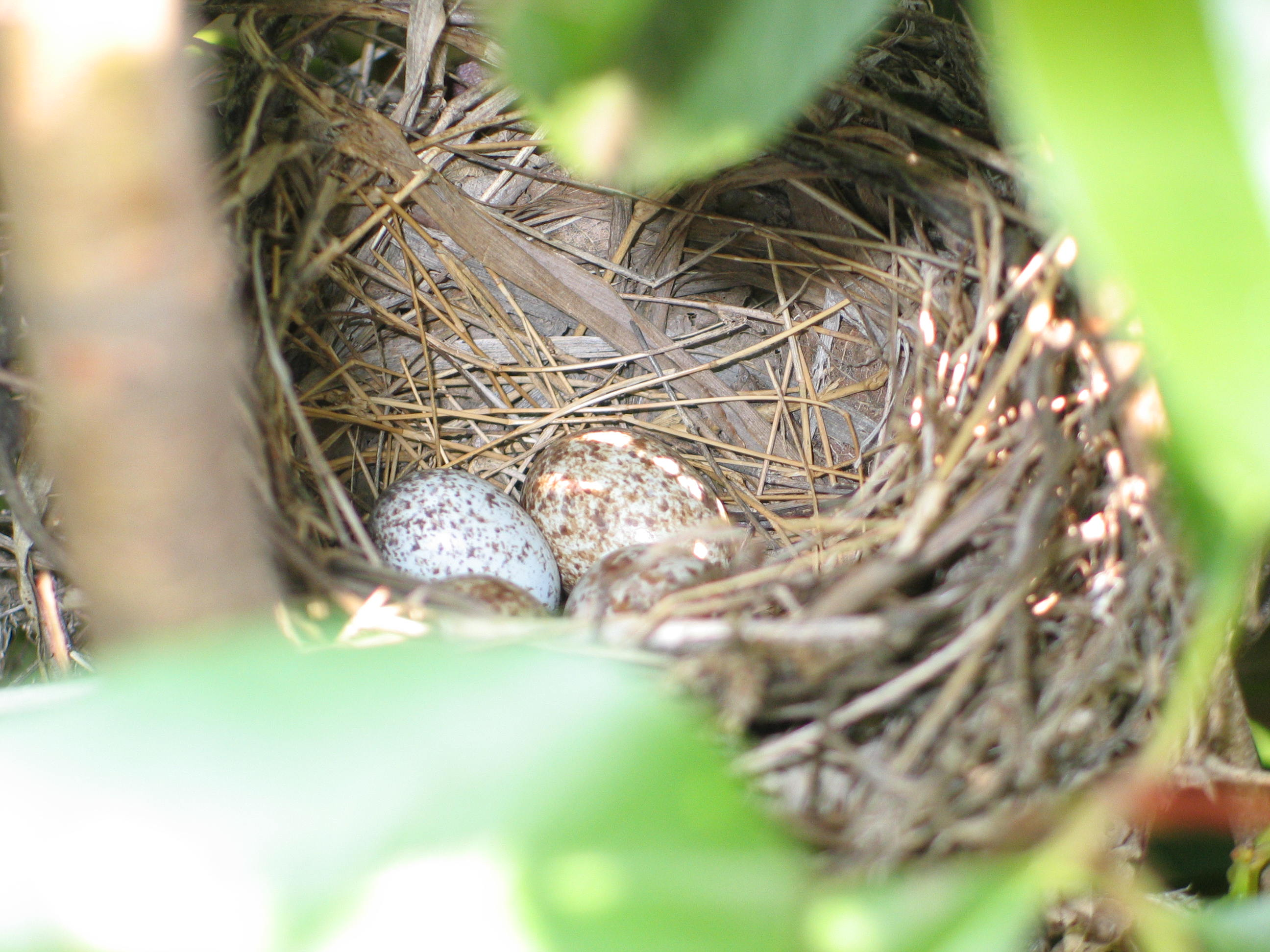
Яйца и гнездо кардинала

Пары у виргинского кардинала образуются на всю жизнь и остаются вместе даже вне периода размножения. Красный кардинал принадлежит к территориальным птицам, самец не позволяет другим кардиналам проникать на занятую им территорию и громким пением предупреждает их о том, что место занято.
Гнездо строит самка. Оно чашеобразное, довольно плотное, располагается на кусте или невысоком дереве. Яйца имеют зеленоватый или синеватый оттенок с серыми или коричневыми пятнами. Полная кладка содержит 3-4 яйца. Насиживание длится 12-13 дней. Насиживает только самка, а самец кормит её и иногда подменяет. Птенцы вылетают из гнезда очень скоро, и докармливает их самец, а самка приступает к следующей кладке. В год бывает 2-3 выводка.
Продолжительность жизни красного кардинала в природе — 10—15 лет, в неволе —до 28 лет.

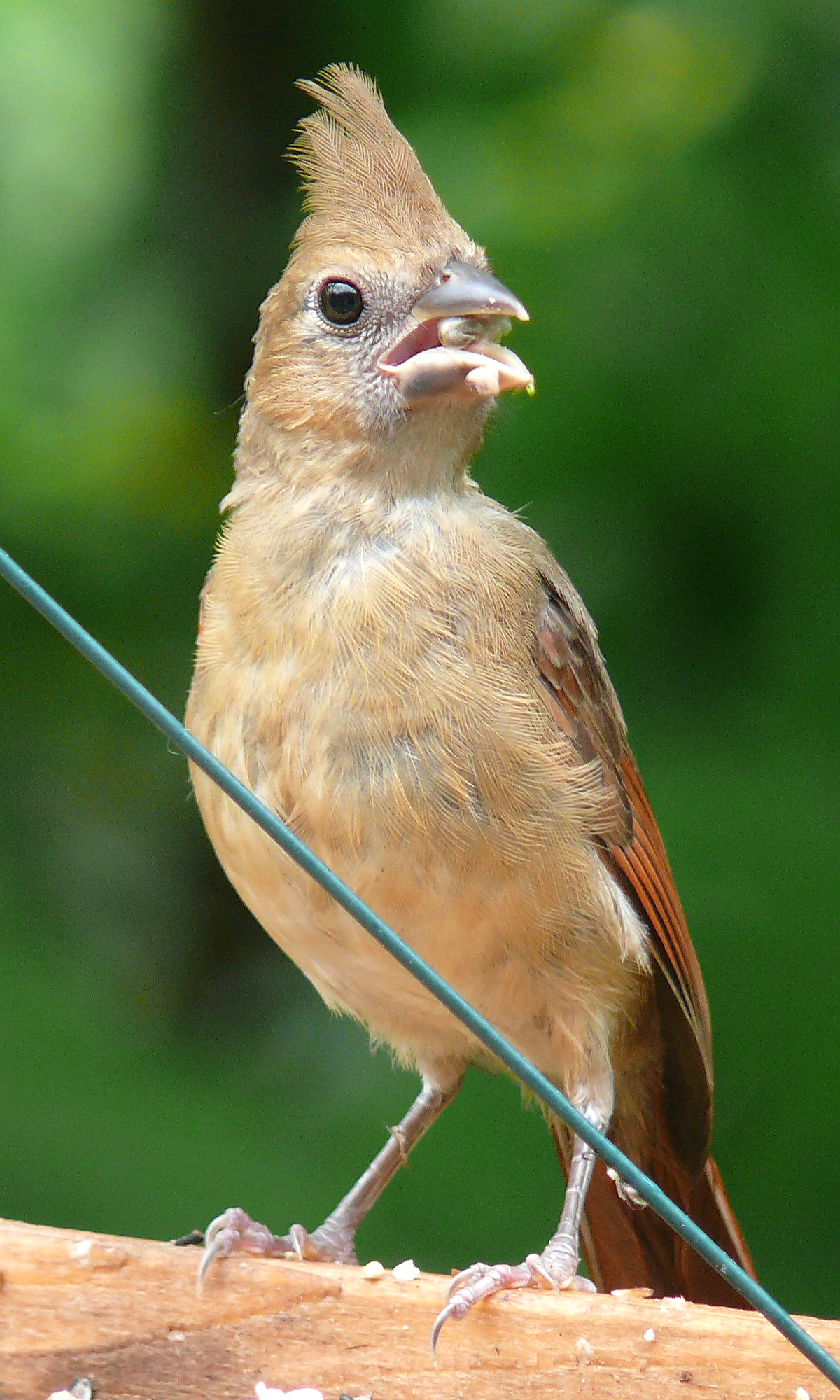
Молодой кардинал

## Подвиды
Выделяют 19 подвидов:
- Cardinalis cardinalis cardinalis Linnaeus, 1758
- Cardinalis cardinalis affinis Nelson, 1899
- Cardinalis cardinalis canicaudus Chapman, 1891
- Cardinalis cardinalis carneus Lesson, 1842
- Cardinalis cardinalis clintoni Banks, 1963
- Cardinalis cardinalis coccineus Ridgway, 1873
- Cardinalis cardinalis flammiger J. L. Peters, 1913
- Cardinalis cardinalis floridanus Ridgway, 1896
- Cardinalis cardinalis igneus S. F. Baird, 1860
- Cardinalis cardinalis littoralis Nelson, 1897
- Cardinalis cardinalis magnirostris Bangs, 1903
- Cardinalis cardinalis mariae Nelson, 1898
- Cardinalis cardinalis phillipsi Parkes, 1997
- Cardinalis cardinalis saturatus Ridgway, 1885
- Cardinalis cardinalis seftoni Huey, 1940
- Cardinalis cardinalis sinaloensis Nelson, 1899
- Cardinalis cardinalis superbus Ridgway, 1885
- Cardinalis cardinalis townsendi Van Rossem, 1932
- Cardinalis cardinalis yucatanicus Ridgway, 1887

## В массовой культуре
- Именно эта птица изображена на логотипе польской компании — разработчика компьютерных игр CD Projekt RED.
- Красный кардинал по имени Рэд — главный герой серии игр Angry Birds.